# Кутлуяр
Кутлуя́р (укр. Кутлуяр, крымскотат. Qutluyar, Къутлуяр) — исчезнувшее село в Нижнегорском районе Республики Крым, располагавшееся на северо-востоке района, в степном Крыму, недалеко от устья Салгира на правом берегу, примерно в 300 м к западу от северной части современного села Емельяновка.

## История
Первое документальное упоминание села встречается в Камеральном Описании Крыма… 1784 года, судя по которому, в последний период Крымского ханства Ходжалар входил в Кучук Карасовский кадылык Карасъбазарскаго каймаканства. После присоединения Крыма к России (8) 19 апреля 1783 года, (8) 19 февраля 1784 года, именным указом Екатерины II сенату, на территории бывшего Крымского Ханства была образована Таврическая область и деревня была приписана к Левкопольскому, а после ликвидации в 1787 году Левкопольского — к Феодосийскому уезду Таврической области. После Павловских реформ, с 1796 по 1802 год, входила в Акмечетский уезд Новороссийской губернии. По новому административному делению, после создания 8 (20) октября 1802 года Таврической губернии, Кутлуяр был включён в состав Урускоджинской волости Феодосийского уезда.
По Ведомости о числе селении, названиях оных, в них дворов… состоящих в Феодосийском уезде от 14 октября 1805 года , в деревне Кутлу-яр числилось 4 двора и 25 жителей.
На военно-топографической карте генерал-майора Мухина 1817 года деревня Кутлеяр обозначена также с 4 дворами. После реформы волостного деления 1829 года Кутлуяр, согласно «Ведомости о казённых волостях Таврической губернии 1829 года», отнесли к Бурюкской волости (переименованной из Урускоджинской). На карте 1836 года в деревне 7 дворов, а на карте 1842 года Кутлуяр обозначен условным знаком «малая деревня», то есть, менее 5 дворов.
В 1860-х годах, после земской реформы Александра II, деревню приписали к Шейих-Монахской волости. Согласно «Памятной книжке Таврической губернии за 1867 год», деревня Кутлуяр была покинута жителями в 1860—1864 годах, в результате эмиграции крымских татар, особенно массовой после Крымской войны 1853—1856 годов, в Турцию и заселена немцами-колонистами. На карте Шуберта 1865 года деревня ещё обозначена, как Кутлуяр, а на карте с корректурой 1876 года на её месте — колония Иоханру, однако более ни в одном источнике об этом немецком поселении не упоминается.
Вновь деревня встречается в «…Памятной книжке Таврической губернии на 1892 год», согласно которой в безземельной деревне Кутлояр, не входившей ни в одно сельское общество, было 25 жителей, у которых домохозяйств не числилось. В дальнейшем в доступных источниках не встречается.